# Marcus Belgrave
Pour les articles homonymes, voir Belgrave.
Marcus Belgrave, né le 12 juin 1936 à Chester (Pennsylvanie) et mort le 24 mai 2015 à Ann Arbor (Michigan), est un trompettiste de jazz américain.

## Biographie
La carrière de Marcus Belgrave est lancée auprès de Clifford Brown avant qu'il ne fasse partie des musiciens de tournée de Ray Charles. Plus tard il joue notamment avec Gunther Schuller, Carl Craig, Max Roach, Ella Fitzgerald, Charles Mingus, Tony Bennett, Sammy Davis Jr., Bud Powell, Dizzy Gillespie et John Sinclair.
En 1988 il devient membre permanent du Lincoln Jazz Orchestra de Wynton Marsalis.
Il enseigne fréquemment au Stanford Jazz Workshop et donne des cours de trompette au Oberlin Conservatory of Music dans l'Ohio. Parmi ses élèves se comptent Rodney Whitaker, Kenny Garrett, Robert Hurst, Regina Carter, James Carter, Geri Allen, Karriem Riggins, Kasan Belgrave et Carlos McKinney.
Marcus Belgrave meurt d'une crise cardiaque à Ann Arbor (Michigan) le 24 mai 2015, après des complications d'une bronchopneumopathie chronique obstructive et d'une insuffisance cardiaque.

## Discographie

### Comme leader
- 1974 : Gemini II (Tribe Records ; réédité chez Universal Sound, 2004).
- 1992 : Working Together (Featuring Lawrence Williams) (Detroit Jazz)
- 1995 : Live at Kerrytown Concert House (Detroit Jazz)
- 2002 : In the Tradition (featuring Doc Cheatham and Art Hodes), (GHB)
- 2006 : You Don't Know Me - Tribute to New Orleans, Ray Charles and the Great Ladies of Song (DJMC)
- 2008 : Marcus, Charlie and Joan...Once again (DJMC)

### En formation
Avec Geri Allen
- 1987 : Open on All Sides in the Middle (Minor Music)
- 1991 : The Nurturer (Blue Note Records)
- 1992 : Maroons (Blue Note)
- 2004 : The Life of a Song (Telarc)
- 2013 : Grand River Crossings (Motéma Music)

Avec George Gruntz
- 1983 : Theatre (ECM)

With McCoy Tyner
- 1985 : La Leyenda de La Hora (Columbia Records)

Avec B.B. King
- 1999 : Let the Good Times Roll

Avec David Murray
- 1991 : Black & Black

Avec Horace Tapscott
- 1996 : Aiee! The Phantom (Arabesque)

Avec Joe Henderson
- 1997 : Big Band (Verve Records)

Avec Wynton Marsalis and Jazz at Lincoln Center Orchestra
- 1994 : They Came To Swing (live) (Sony Records)